# Емили Макинтайър
Емили Макинтайър (на английски: Emily McIntire) е американска писателка на произведения в жанра съвременен, паранормален и еротичен любовен роман и текстописец на песни.

## Биография и творчество
Емили Кристина Гейл Макинтайър е родена през 1989 г. в Боулдър, Колорадо, САЩ.
Първият ѝ роман „Под звездите“ от поредицата „Шугарлейк“ е издаден през 2020 г. Алина Карсън среща Чейс Адамс, когато е на единадесет години, и той е нейната първа любов, която се развива и задълбочава с времето, докато един един ден той изчезва. Минават години и Алина е поела по своя път, но един ден Чейс се връща, а по стечение на обстоятелствата те са събрани и работят в една и съща сграда. Старите чувства се възраждат и Чейс иска да поправи грешките от миналото си.
Първият ѝ роман „Пленена“ от поредицата „Никога след това“ е издаден през 2021 г. Романът е интерпретация на класическата приказка за Питър Пан. Безскрупулният Джеймс среща Уенди, дъщерята на Питър Майкълс, неговият омразен враг, и решава да я съблазни за отмъщение. Уенди е привлечена от мрачния арогантен мъж с британски акцент и започва гореща и опасна връзка, но се пита дали я привлича мъжът, или чудовището. Романът става бестселър в списъка на „Ню Йорк Таймс“. Романите от поредицата са самостоятелни, но са с обща тематика основана на злодеи от приказките (от „Вълшебникът от Оз“, „Аладин“, „Гърбушкото от Нотр Дам“).

## Произведения

### Самостоятелни романи
- Be Still My Heart (2021) – със Сав Милър[1][2]

### Поредица „Шугарлейк“ (Sugarlake)
1. Beneath the Stars (2020)[1][2][3]
2. Beneath the Stands (2020)
3. Beneath the Hood (2021)
4. Beneath the Surface (2021)

### Поредица „Никога след това“ (Never After)
1. Hooked (2021)[1][2][3][4]
Пленена, изд.: „Сиела“, София (2023), прев. Габриела Кожухарова
2. Scarred (2022)
3. Wretched (2022)
4. Twisted (2023)
5. Crossed (2023)